# WTA-toernooi van Brighton
Het WTA-toernooi van Brighton was een tennistoernooi voor vrouwen dat van 1978 tot en met 1995 plaatsvond op overdekte tapijt-banen in de Engelse plaats Brighton. De officiële naam van het toernooi was laatstelijk Brighton International.
De WTA organiseerde het toernooi dat vanaf 1990 in de categorie "Tier II" viel.
Er werd door 32 deelneemsters per jaar gestreden om de titel in het enkelspel, en door 16 paren om de dubbeltitel. Aan het kwalificatietoernooi voor het enkelspel namen 32 speelsters deel, met vier plaatsen in het hoofdtoernooi te vergeven.

## Officiële namen
| 1978      | BMW Challenge               |
| 1979–1984 | Daihatsu Challenge          |
| 1985–1986 | Pretty Polly Classic        |
| 1987      | Volvo Classic               |
| 1988      | Brighton International      |
| 1989      | Midland Group Championships |
| 1990–1992 | Midland Bank Championships  |
| 1993      | Autoglass Classic           |
| 1994–1995 | Brighton International      |

## Meervoudig winnaressen enkelspel
| speelster             | aantal titels | in de jaren      |
| --------------------- | ------------- | ---------------- |
| Steffi Graf           | 6             | 1986, 1988–1992  |
| Chris Evert           | 3             | 1980, 1983, 1985 |
| / Martina Navrátilová | 2             | 1979, 1982       |
| Jana Novotná          | 2             | 1993–1994        |

## Finales

### Enkelspel
| Datum      | Naam                        | Cat.     | ($)     | Ondergrond     | Winnares            | Verliezend finaliste | Uitslag       |         |
| ---------- | --------------------------- | -------- | ------- | -------------- | ------------------- | -------------------- | ------------- | ------- |
| 1978-10-16 | BMW Challenge               |          | 75.000  | tapijt, binnen | Virginia Ruzici     | Betty Stöve          | 5-7, 6-2, 7-5 | details |
| 1979-11-19 | Daihatsu Challenge          |          | 100.000 | tapijt, binnen | Martina Navrátilová | Chris Evert          | 6-3, 6-3      | details |
| 1980-10-20 | Daihatsu Challenge          |          | 125.000 | tapijt, binnen | Chris Evert         | Martina Navrátilová  | 6-4, 5-7, 6-3 | details |
| 1981-10-19 | Daihatsu Challenge          |          | 125.000 | tapijt, binnen | Sue Barker          | Mima Jaušovec        | 4-6, 6-1, 6-1 | details |
| 1982-10-25 | Daihatsu Challenge          |          | 150.000 | tapijt, binnen | Martina Navrátilová | Chris Evert          | 6-1, 6-4      | details |
| 1983-10-17 | Daihatsu Challenge          |          | 150.000 | tapijt, binnen | Chris Evert         | Jo Durie             | 6-1, 6-1      | details |
| 1984-10-22 | Daihatsu Challenge          |          | 175.000 | tapijt, binnen | Sylvia Hanika       | JoAnne Russell       | 6-3, 1-6, 6-2 | details |
| 1985-10-21 | Pretty Polly Classic        |          | 175.000 | tapijt, binnen | Chris Evert         | Manuela Maleeva      | 7-5, 6-3      | details |
| 1986-10-20 | Pretty Polly Classic        |          | 200.000 | tapijt, binnen | Steffi Graf         | Catarina Lindqvist   | 6-3, 6-3      | details |
| 1987-10-19 | Volvo Classic               |          | 200.000 | tapijt, binnen | Gabriela Sabatini   | Pam Shriver          | 7-5, 6-4      | details |
| 1988-10-25 | Brighton International      | Tier III | 250.000 | tapijt, binnen | Steffi Graf         | Manuela Maleeva      | 6-2, 6-0      | details |
| 1989-10-23 | Midland Group Championships | Tier III | 250.000 | tapijt, binnen | Steffi Graf         | Monica Seles         | 7-5, 6-4      | details |
| 1990-10-22 | Midland Bank Championships  | Tier II  | 350.000 | tapijt, binnen | Steffi Graf         | Helena Suková        | 7-5, 6-3      | details |
| 1991-10-22 | Midland Bank Championships  | Tier II  | 350.000 | tapijt, binnen | Steffi Graf         | Zina Garrison        | 5-7, 6-4, 6-1 | details |
| 1992-10-20 | Midland Bank Championships  | Tier II  | 350.000 | tapijt, binnen | Steffi Graf         | Jana Novotná         | 4-6, 6-4, 7-6 | details |
| 1993-10-19 | Autoglass Classic           | Tier II  | 375.000 | tapijt, binnen | Jana Novotná        | Anke Huber           | 6-2, 6-4      | details |
| 1994-10-18 | Brighton International      | Tier II  | 400.000 | tapijt, binnen | Jana Novotná        | Helena Suková        | 6-7, 6-3, 6-4 | details |
| 1995-10-16 | Brighton International      | Tier II  | 430.000 | tapijt, binnen | Mary Joe Fernandez  | Amanda Coetzer       | 6-4, 7-5      | details |

### Dubbelspel
| Datum      | Naam                        | Cat.     | ($)     | Ondergrond     | Winnaressen                     | Verliezend finalistes                 | Uitslag       |         |
| ---------- | --------------------------- | -------- | ------- | -------------- | ------------------------------- | ------------------------------------- | ------------- | ------- |
| 1978-10-16 | BMW Challenge               |          | 75.000  | tapijt, binnen | Betty Stöve Virginia Wade       | Ilana Kloss JoAnne Russell            | 6-0, 7-6      | details |
| 1979-11-19 | Daihatsu Challenge          |          | 100.000 | tapijt, binnen | Ann Kiyomura Anne Smith         | Ilana Kloss Laura duPont              | 6-2, 6-1      | details |
| 1980-10-20 | Daihatsu Challenge          |          | 125.000 | tapijt, binnen | Kathy Jordan Anne Smith         | Martina Navrátilová Betty Stöve       | 6-3, 7-5      | details |
| 1981-10-19 | Daihatsu Challenge          |          | 125.000 | tapijt, binnen | Barbara Potter Anne Smith       | Mima Jaušovec Pam Shriver             | 6-7, 6-3, 6-4 | details |
| 1982-10-25 | Daihatsu Challenge          |          | 150.000 | tapijt, binnen | Martina Navrátilová Pam Shriver | Barbara Potter Sharon Walsh           | 2-6, 7-5, 6-4 | details |
| 1983-10-17 | Daihatsu Challenge          |          | 150.000 | tapijt, binnen | Chris Evert Pam Shriver         | Jo Durie Ann Kiyomura                 | 7-5, 6-4      | details |
| 1984-10-22 | Daihatsu Challenge          |          | 175.000 | tapijt, binnen | Alycia Moulton Paula Smith      | Barbara Potter Sharon Walsh           | 6-7, 6-3, 7-5 | details |
| 1985-10-21 | Pretty Polly Classic        |          | 175.000 | tapijt, binnen | Lori McNeil Catherine Suire     | Barbara Potter Helena Suková          | 4-6, 7-6, 6-4 | details |
| 1986-10-20 | Pretty Polly Classic        |          | 200.000 | tapijt, binnen | Steffi Graf Helena Suková       | Tine Scheuer-Larsen Catherine Tanvier | 6-4, 6-4      | details |
| 1987-10-19 | Volvo Classic               |          | 200.000 | tapijt, binnen | Kathy Jordan Helena Suková      | Tine Scheuer-Larsen Catherine Tanvier | 7-5, 6-1      | details |
| 1988-10-25 | Brighton International      | Tier III | 250.000 | tapijt, binnen | Lori McNeil Betsy Nagelsen      | Isabelle Demongeot Nathalie Tauziat   | 7-6, 2-6, 7-6 | details |
| 1989-10-23 | Midland Group Championships | Tier III | 250.000 | tapijt, binnen | Katrina Adams Lori McNeil       | Hana Mandlíková Jana Novotná          | 4-6, 7-6, 6-4 | details |
| 1990-10-22 | Midland Bank Championships  | Tier II  | 350.000 | tapijt, binnen | Helena Suková Nathalie Tauziat  | Jo Durie Natallja Zverava             | 6-1, 6-4      | details |
| 1991-10-22 | Midland Bank Championships  | Tier II  | 350.000 | tapijt, binnen | Pam Shriver Natallja Zverava    | Zina Garrison Lori McNeil             | 6-1, 6-2      | details |
| 1992-10-20 | Midland Bank Championships  | Tier II  | 350.000 | tapijt, binnen | Jana Novotná Larisa Neiland     | Conchita Martínez Radomira Zrubáková  | 6-4, 6-1      | details |
| 1993-10-19 | Autoglass Classic           | Tier II  | 375.000 | tapijt, binnen | Laura Golarsa Natalia Medvedeva | Anke Huber Larisa Neiland             | 6-3, 1-6, 6-4 | details |
| 1994-10-18 | Brighton International      | Tier II  | 400.000 | tapijt, binnen | Manon Bollegraf Larisa Neiland  | Mary Joe Fernandez Jana Novotná       | 4-6, 6-2, 6-3 | details |
| 1995-10-16 | Brighton International      | Tier II  | 430.000 | tapijt, binnen | Meredith McGrath Larisa Neiland | Lori McNeil Helena Suková             | 7-5, 6-1      | details |

## Varia
- In november 2000 werd hier het ATP-toernooi van Brighton voor de mannen georganiseerd.

ITF-toernooien (mannen en vrouwen)

ATP-toernooien (mannen) – ATP-seizoen 2025

WTA-toernooien (vrouwen) – WTA-seizoen 2025

Voormalige toernooien mannen
Voormalige toernooien vrouwen
Voormalige amateurtoernooien